# Barrage hydroélectrique de Mekin
Le barrage hydroélectrique de Mekin est un barrage au sud du Cameroun. Implanté sur le Dja et la Lobo, dans la localité de Mekin à l'est de Mvomeka'a, sa mise en service, longtemps retardée, était prévue pour 2015,.

## Histoire
Construite par la China National Electric Engineering Corporation (CNEEC), elle est mise en service en avril 2019 et mise à l'arrêt en raison d'une panne.

## Construction
| \| 500 km1:18 610 000 \| Lom-Pangar (30 Mw) Édéa(276,4 Mw) Mekin (15 Mw) Memve'ele (211 Mw) Mokolo (?? Mw) Song Loulou (384 Mw) Mapé (??? Mw) Lagdo (72 Mw) Chollet (600 Mw) |
| 500 km1:18 610 000 |

| 500 km1:18 610 000 |

| Centrales hydroélectriques existantes        |
| Centrales hydroélectriques en projet         |
| (192 Mw) Capacités installées (en Mégawatts) |

Le barrage est prévu pour générer 15 MW de puissance. Il est équipé d'une ligne de transport de 33 km.

## Gestion
La mise en eau du barrage a entraîné des inondations des ponts et forêts avoisinantes et autres conséquences écologiques probablement non anticipées.